# Accidentul feroviar de la Szczekociny din 2012
Accidentul feroviar de la Szczekociny s-a produs la data de 3 martie 2012, când două trenuri care transportau pasageri au intrat în coliziune frontală în apropierea orașului Szczekociny din Voievodatul Silezia (Polonia). Până pe 4 martie, 15 pasageri au fost declarați decedați și alți 60 au fost răniți.

## Incidentul
În jurul orei locale 21:15 la 3 martie, două trenuri care transportau pasageri (350 de persoane în 10 vagoane) s-au ciocnit la Chałupki, în apropierea orașului Szczekociny din Voievodatul Silezia. Unul din trenuri, TLK 31100, operat de PKP Intercity condus de locomotiva EP09 035, călătorea de la Przemysl la Varșovia; celălalt tren era trenul InterRegio 13126 al companiei Przewozy Regionalne tras de locomotiva ET22 1105 și călătorea de la Varșovia la Cracovia. În acel moment, lucrări de inginerie programate erau în curs de desfășurare la gara Szczekociny. Un purtător de cuvânt din partea Căilor Ferate Poloneze de Stat a afirmat ca urmare a acestui rezultat, că trenul care se îndrepta către Cracovia se afla pe linia ferată greșită.

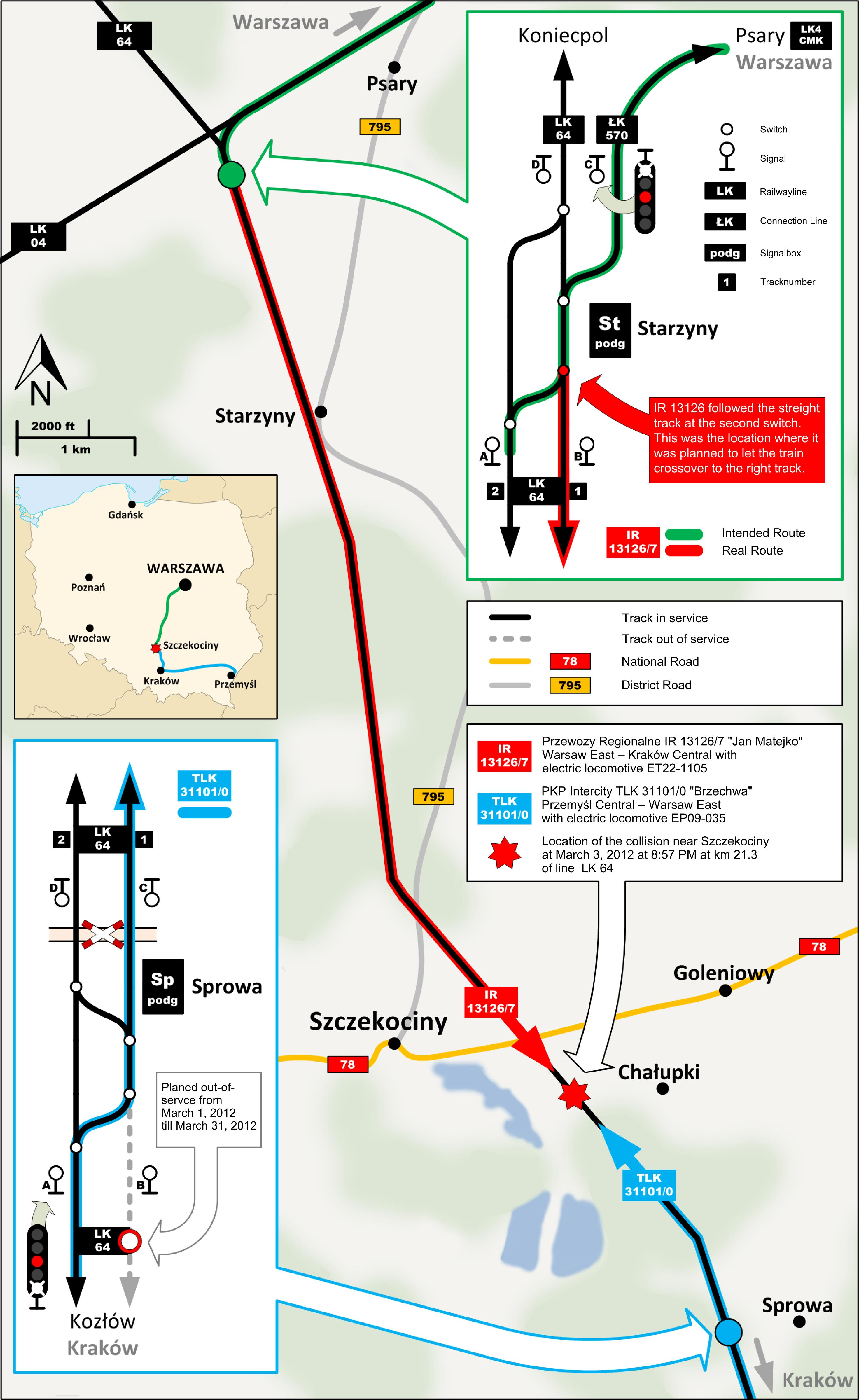
Schema accidentului în Engleză

## Urmare
Oficialii au anunțat că incidentul s-a soldat cu 16 morți și 58 de răniți. Câțiva pasageri erau din străinătate - Ucraina, Spania, Moldova, Franța - dar aceștia au fost răniți ușor.
Premierul Poloniei, Donald Tusk a declarat că „este cea mai mare catastrofă din ultimii mulți ani” și că este prea devreme pentru a trage concluzii despre incident. A adăugat de asemenea că este posibil să fie și o greșeală a oamenilor.